# Capçal
El capçal o la capçalera és la part del llit adossada a la paret, sol ser un moble o bé una post de fusta o ferro que limita verticalment la part superior del llit, la que és més prop del coixí on descansarà el cap de la persona.
El capçal s'oposa al pecer del llit, lloc que acaba aquest, a tocar dels peus de qui hi està.
Sovint el capçal d'un llit de fusta llaurada li confereix un aspecte decoratiu.
Capçal per extensió s'empra per al coixí de llit, dit també coixí de capçalera, o simplement capçalera (o capçaler a les Balears).

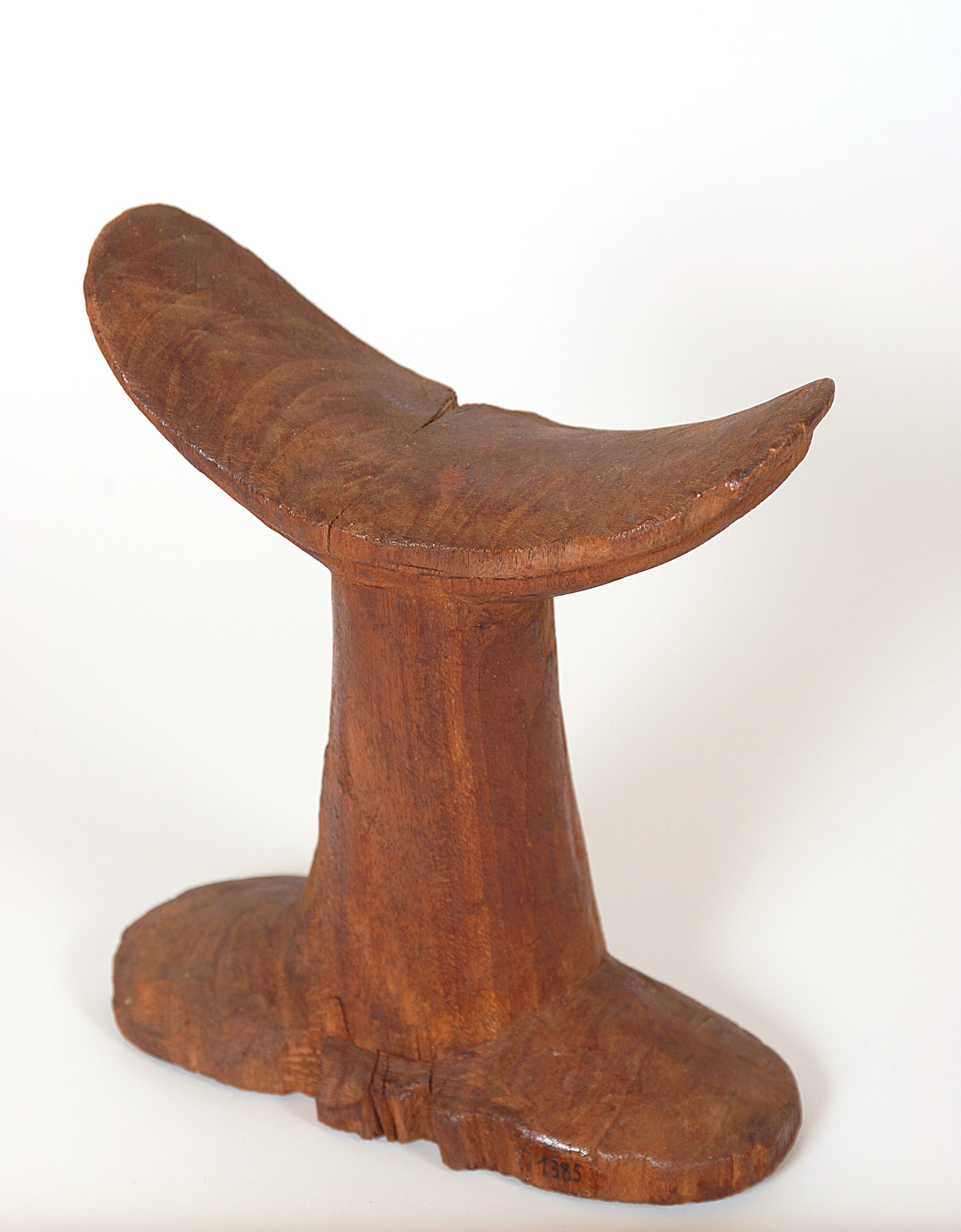
Exemple de capçal de nuca, fet de fusta, d'època Ptolemaica. Procedent d'Egipte. Es conserva a la Biblioteca Museu Víctor Balaguer, Vilanova i la Geltrú.